# 歩留まり
歩留まりあるいは歩止まり（ぶどまり）とは、製造など生産全般において、「原料（素材）の投入量から期待される生産量に対して、実際に得られた製品生産数（量）比率」のことである。
また、歩留まり率（ぶどまりりつ）は、歩留まりの具体的比率を意味し、生産性や効率性の優劣を量るひとつの目安となる。例えば、半導体製品では、生産した製品の全数量の中に占める、所定の性能を発揮する「良品」の比率を示す。歩留まりが高いほど原料の質が高く、かつ製造ラインとしては優秀と言える。
英語の yield rate （イールド・レート）は、日本語の「歩留まり」および「歩留まり率」とおおよそ同義。

## 概要
例えば、製鉄の際に、同じ精錬方法を使って原材料の鉱石10から鉄1を製造できる場合と、鉱石8から同量の鉄1が得られる場合、後者の鉱石の方が原材料として質が良い。また同じ鉱石100を使って鉄を10精錬できる方法と、11精錬できる方法があった場合、後者の精錬方法の方が優れている。これらは歩留まりが良いと言う。特に金や銀といった貴金属においては古くから歩留まりの良い製法が研究され、アマルガム法や灰吹法などが開発されている。
またこの考えは食料生産（農業・食品加工）にも適用され、原料に対する可食部の比率を指し、その残りがいわゆる食品廃材である。
工業分野では、工業製品の製造数に対する良品（不良品の対義語）の比率を指している。
1 - （不良率） = 歩留まり
となる。
歩留まりが低いと、その分余計に原料が必要となり、それが製造コストを圧迫する。このため生産・製造分野での歩留まり向上は、重要視される課題のひとつである。

## 歩留まりと技術
理想論からいえば、歩留まりは100%（＝不良品をゼロとする）あるいはそれに限りなく近いほど良いのだが、不良品をゼロとすることは、現在の技術では純粋な素材や製品を製造することができないことや、または製造ラインの作業面における人的ミスや機械トラブルを完全になくせないことから事実上不可能である。
また、単純な工業製品では動作しないものを不良品とみなすことが一般的だが、所定のスペックを満たす場合には良品となり、それを満たさない場合には不良品とされるような良品と不良品の境界が曖昧な工業製品では、検査や品質の基準を下げることによって歩留まりを上げることは可能である。
たとえば液晶ディスプレイはドット落ちなどの関係で、一定数以上または目立つ個所の不良表示画素子がある製品を不良品とするが、この基準を「どの程度まで容認するか」によって歩留まりは大きく変化し、仮に不良画素を一切認めなかった場合には、液晶パネルの歩留まりは一般的に十分の一程度に下がるとも言われる。液晶ディスプレイの一般への低価格普及品クラス（ローエンド）の製品と、高価格なハイエンド品とで価格の桁が違う傾向があるのは、後者に求められる品質が高いことから歩留まりが低下するためである。

### 半導体製品と歩留まり
工業製品の歩留まりが低いものの代表格には半導体製品がある。かつてトランジスタがまだクリーンルームもなく手作業で製造されていた時代には、季節やその日の天候・湿度によっても歩留まりが大きく変化していた。これは空気中の埃などが半導体表面の膜生成に影響したためである（後述）。
半導体に関する物性が解明され、次第に不良になる原因が特定されて対策が講じられるようになり、クリーンルームで厳密な製造管理を行うようになると、歩留まりも次第に向上していくが、それでも製造時の各種パラメータのばらつきや、微細な塵芥の混入など、製品を製造するにあたっての障害を完全に排除することはできず、歩留まりの問題では現在のCPUのような微細な回路をもつ集積回路のみならず常に製造技術的な改良が進められている。
CPUやハードディスクなどコンピュータ用の部品では、ハイエンドモデル用の設計で一旦作り、テストに合格したものをハイエンドモデルとして販売し、不合格となったものは基準を低くして（たとえば動作周波数を下げる、消費電力増を許容する、最大記録容量を減らすなど）、メインストリームモデルやエントリーモデルとして販売している。こうすることにより、単一の生産ラインからさまざまなグレードの製品を出荷でき、市場の需要を満たすことができる。歩留まりが向上すれば、さらに高い品質基準を設けることによって、新製品を開発せずとも“より高性能の新機種”を生み出すこともできる。最新CPUの動作周波数が一見向上していくように見えるのはそのためである。

この事実を逆に考えた場合、CPU・メモリ製品は額面より高い周波数で動作する可能性を秘めたまま出荷されていることになる。ここから、「ユーザー自身でCPU・メモリをオーバークロックして動かしてしまおう」という発想が生まれる。また、ベンダーからCPU・メモリの供給を受けたサードパーティーが、独自に選別を行ってオーバークロック仕様にした製品を出荷しているもの（ゲーマー向けグラフィックボードなど）もある。
また、半導体メモリやマルチコア化したCPU、System-on-a-chip等では、あえて必要数より多くの回路をもたせて、そのうち一部に不良が出ても良品として出荷可能とすることで、チップとしての歩留まりを上げることも行われている。例えばApple M1 ProはCPU8コアとGPU14コア、CPU10コアとGPU14コア、CPU10コアとGPU16コアという3つのグレードが存在するが、元々は全てCPU10コアとGPU16コアで製造後、テストにより基準に満たないCPUやGPUのコアを無効化する事でグレードを生み出している。これにより歩留まりの向上と、個別の設計を行わない事によるコストダウンを図っている。

### 初期の半導体製造
上で述べたとおり、手作業で半導体生産が行われていた時代、生産数量が天候等に左右される状況から、天候任せの栽培様式をとっていた農業にたとえて半導体農業説ともいわれた。また、実際に生産してみないと良品がどれだけ採れるかわからない点を、漁業で網を入れて引き揚げてみないと実際の漁獲高が分からないことになぞらえて半導体漁業説、その他には職人芸が必要なことから半導体芸術説ともいわれた。
たとえば、日本で1975年（昭和50年）当時に5億円を投入したある設備で行われた集積回路の試作段階での量産では、最初のうちは1か月以上にわたって歩留まり0%（全て不良品）という惨憺たる有様だったと、当時開発にあたっていた西久保靖彦は語っている。
また、半導体ではある程度の歩留まりを基準にコスト算出を行い、それを基に製品価格が決められることもある。たとえば歩留まり30%を前提に製品価格を設定し、製造ラインの習熟で歩留まりが30%を超えたら出荷を開始し、以後は、歩留まりが向上した分がそのまま純然たる利益になる。あるいは、良品が増えて得られる余裕を価格競争力に振り向けることもできる。よって、生産ラインを素早く立ち上げ、歩留まりを他社より早く向上させることは、競争力を確保するうえで重要なポイントとなる。
一方で、需要者の面からみれば、初期の半導体製造の歩留まりの低さは部品の確保における不安定要素となる。最悪の場合には所定数量の部品を確保することができず、自身の業務に差し障りを生ずる事態を招きかねない。そのため、複数の供給業者、いわゆるセカンドソースから製品の供給をあおぐことも行われた。

### 工業における歩留まり向上に関する考察
日本では製造段階のトレーサビリティ導入をはじめとした様々な品質管理のための努力がなされているが、その一方で日本人が物品の製造に適した精神性（民族性）であるという説（日本人論）もみられる。このような説ではアニミズム的観点から、日本人は自身の製造している製品や、あるいはその製造に用いている機械設備に対しての思い入れが強く、この関心の高さから製造面での異常に気付きやすく、結果的に歩留まりの向上に貢献しているとしている。
このことの是非は複雑な問題を含むが、その一方で1980年代までのアメリカ合衆国の自動車産業を含む製造業では、自分たちの作っている製品に無頓着な労働者が多く、たとえば自動車では腕にアクセサリを付けたまま作業して車のボディに傷が入ろうが、さほど気にされていなかった。また修理に持ち込んで分解したらコカ・コーラのガラス瓶が見つかったなどとも、まことしやかに言われた。しかしこの塗装面にキズの残るものなど様々な問題のある車両を日本に輸入した場合に、新品に対して思い入れの強い日本人客からクレームも出たため、製造面でそのような傷を付けないなど作業規律が徹底された。結果的に労働者らは自分の作っている製品に注意を払うようになり、歩留まりも向上したなどという話も聞かれる。
一般に製造業では、労働者が製品に対して好意的であるか（愛着があるか）否かによっても、歩留まりに大きな較差が出る傾向があるといわれる。

## 食料生産と歩留まり
食料生産では、いかに食品廃材を減らして可食部を多く得るかが重要課題となる。たとえば屠畜場では家畜一頭から採れる食肉や家畜由来製品を少しでも多く得ようと、屠殺の方法から解体方法、あるいは利用方法まで様々な分野での研究・技術開発が進んでおり、また無駄なく家畜を利用するため、料理方法も世界各地で様々な工夫がみられ、屑肉はハンバーグなどの料理に、もつ（内臓肉）も工夫を凝らして食べる方法が存在する。
ただ、この歩留まり向上の技術的な発展は、必ずしもよいことばかりとはいえない。たとえばBSE問題では、肉骨粉のような食品廃材を飼料として利用した結果として問題が拡大している。また米国産牛肉の生産で導入されている先進的食肉回収システムはこの歩留まり向上を目指したシステムだが、これが「骨周辺の肉を高圧の水ないし空気で吹き飛ばす」という性質のものであるため、危険部位として問題視されている神経組織の混入を招くのではないかとみる識者もいる。このため生産側ではBSE検査がされている牛について、検査が陰性であると確認されるまで留め置くとした。